# Sport-Club Paderborn 07 2006-2007
Questa voce raccoglie le informazioni riguardanti il Sport-Club Paderborn 07 nelle competizioni ufficiali della stagione 2006-2007.

## Stagione
Nella stagione 2006-2007 il Paderborn, allenato da Holger Fach, concluse il campionato di 2. Bundesliga al 11º posto. In Coppa di Germania il Paderborn fu eliminato al secondo turno dal Norimberga.

## Rosa
| N. |                        | Ruolo | Calciatore          |
| -- | ---------------------- | ----- | ------------------- |
| 1  | Germania (bandiera)    | P     | Lukas Kruse         |
| 2  | Germania (bandiera)    | D     | David Fall          |
| 4  | Germania (bandiera)    | C     | Daniel Brinkmann    |
| 5  | Serbia (bandiera)      | D     | Dusko Djurisic      |
| 6  | Belgio (bandiera)      | C     | Jérôme Colinet      |
| 7  | Germania (bandiera)    | C     | Stephan Maaß        |
| 8  | Paesi Bassi (bandiera) | A     | Dennis Schulp       |
| 9  | Germania (bandiera)    | C     | Timo Röttger        |
| 10 | Serbia (bandiera)      | C     | Nebojša Krupniković |
| 11 | Germania (bandiera)    | A     | René Müller         |
| 12 | Belgio (bandiera)      | C     | Garry De Graef      |
| 13 | Germania (bandiera)    | A     | Thomas Bröker       |
| 14 | Paesi Bassi (bandiera) | A     | Dion Esajas         |
| 15 | Paesi Bassi (bandiera) | D     | Roel Brouwers       |

| N. |                        | Ruolo | Calciatore            |
| -- | ---------------------- | ----- | --------------------- |
| 16 | Germania (bandiera)    | D     | Thorsten Becker       |
| 17 | Zambia (bandiera)      | C     | Andrew Sinkala        |
| 18 | Germania (bandiera)    | C     | Markus Krösche        |
| 19 | Albania (bandiera)     | C     | Mehmet Dragusha       |
| 20 | Germania (bandiera)    | C     | Hüzeyfe Dogan         |
| 21 | Germania (bandiera)    | D     | Nils Döring           |
| 22 | Germania (bandiera)    | C     | Benjamin Schüßler     |
| 24 | Camerun (bandiera)     | D     | Marc Gouiffe á Goufan |
| 25 | Germania (bandiera)    | D     | Karsten Fischer       |
| 28 | Paesi Bassi (bandiera) | A     | Erwin Koen            |
| 31 | Germania (bandiera)    | P     | Sebastian Lange       |
| 33 | Germania (bandiera)    | P     | Tom Starke            |
| 34 | Germania (bandiera)    | C     | Ardian Jevric         |
| 35 | Turchia (bandiera)     | A     | Serdar Bayrak         |

## Organigramma societario
Area tecnica
- Allenatore: Holger Fach
- Allenatore in seconda: Dariusz Pasieka
- Preparatore dei portieri: Zsolt Petry
- Preparatori atletici:

## Calciomercato

### Sessione estiva
| Acquisti | Acquisti          | Acquisti             | Acquisti |
| R.       | Nome              | da                   | Modalità |
| -------- | ----------------- | -------------------- | -------- |
| A        | Erwin Koen        | Alemannia Aquisgrana |          |
| A        | Thomas Bröker     | Dinamo Dresda        |          |
| C        | Jérôme Colinet    | Roda JC              |          |
| D        | Lionel Djebi-Zadi | Ross County          |          |
| D        | Nils Döring       | Siegen               |          |
| A        | Dion Esajas       | PEC Zwolle           |          |
| C        | Fumaca            | Türkiyemspor Berlino |          |
| P        | Sebastian Lange   | Paderborn (juniores) |          |
| A        | Yilmaz Örtülü     | Saarbrücken          |          |
| C        | Timo Röttger      | Bayer Leverkusen     |          |
| C        | Andrew Sinkala    | Colonia              |          |

| Cessioni | Cessioni          | Cessioni          | Cessioni |
| R.       | Nome              | da                | Modalità |
| -------- | ----------------- | ----------------- | -------- |
| D        | Markus Bollmann   | Arminia Bielefeld |          |
| A        | Albert Bunjaku    | Rot-Weiß Erfurt   |          |
| C        | Bernhard Erkinger | Lustenau 07       |          |
| P        | Stephan Loboué    | Greuther Fürth    |          |
| C        | Marcel Ndjeng     | Arminia Bielefeld |          |
| D        | Edmund Riemer     | Delbrücker        |          |
| A        | Sebastian Schoof  | Kickers Emden     |          |

### Sessione invernale
| Acquisti | Acquisti        | Acquisti  | Acquisti |
| R.       | Nome            | da        | Modalità |
| -------- | --------------- | --------- | -------- |
| D        | Karsten Fischer | Wolfsburg |          |

| Cessioni | Cessioni      | Cessioni   | Cessioni |
| R.       | Nome          | da         | Modalità |
| -------- | ------------- | ---------- | -------- |
| A        | Yilmaz Örtülü | Elversberg |          |

## Risultati

### 2. Bundesliga

#### Girone di andata
| Braunschweig 13 agosto 2006, ore 14:00 CEST 1ª giornata | Eintracht Braunschweig | 0 – 0 referto | Paderborn | Stadion an der Hamburger Straße (21 500 spett.)\| Arbitro: \| Seemann \| |
| Arbitro:                                                | Seemann                |               |           |                                                                          |

| Arbitro: | Anklam |

|            |           |  |
| Goufan 81’ | Marcatori |  |

| Arbitro: | Grudzinski |

|               |           |  |
| Daham 1’, 32’ | Marcatori |  |

| Arbitro: | Aytekin |

|                        |           |            |
| Müller 14’ Röttger 63’ | Marcatori | 29’ Türker |

| Arbitro: | Schempershauwe |

|            |           |          |
| Sykora 73’ | Marcatori | 54’ Koen |

| Arbitro: | Perl |

|                      |           |  |
| Koen 65’ Röttger 90’ | Marcatori |  |

| Arbitro: | Winkmann |

|              |           |                            |
| Djurisic 42’ | Marcatori | 61’ Tiéku 69’ (rig.) Džaka |

| Arbitro: | Gräfe |

|                              |           |                       |
| Lorenz 15’ Bemben 61’ (rig.) | Marcatori | 90’ Dogan 90’ Röttger |

| Arbitro: | Dingert |

|                       |           |  |
| Röttger 16’ Dogan 90’ | Marcatori |  |

| Arbitro: | Seemann |

|                                |           |  |
| Federico 16’, 59’ Kapllani 89’ | Marcatori |  |

| Arbitro: | Schalk |

|  |           |                          |
|  | Marcatori | 57’ Gledson 89’ Ćetković |

| Arbitro: | Schmidt |

|           |           |  |
| Adler 59’ | Marcatori |  |

| Paderborn 19 novembre 2006, ore 14:00 CET 13ª giornata | Paderborn  | 0 – 0 referto | Greuther Fürth | Hermann-Löns-Stadion (6 111 spett.)\| Arbitro: \| Stachowiak \| |
| Arbitro:                                               | Stachowiak |               |                |                                                                 |

| Arbitro: | Walz |

|           |           |  |
| Curri 75’ | Marcatori |  |

| Arbitro: | Pickel |

|             |           |             |
| Röttger 30’ | Marcatori | 62’ Mohamad |

| Arbitro: | Kuhl |

|          |           |            |
| Daun 78’ | Marcatori | 20’ Müller |

| Arbitro: | Henschel |

|              |           |            |
| Brouwers 50’ | Marcatori | 61’ Aigner |

#### Girone di ritorno
| Paderborn 21 gennaio 2007, ore 14:00 CET 18ª giornata | Paderborn | 0 – 0 referto | Eintracht Braunschweig | Hermann-Löns-Stadion (6 172 spett.)\| Arbitro: \| Stark \| |
| Arbitro:                                              | Stark     |               |                        |                                                            |

| Arbitro: | Grudzinski |

|  |           |              |
|  | Marcatori | 81’ Schüßler |

| Arbitro: | Schriever |

|  |           |             |
|  | Marcatori | 59’ Borbely |

| Arbitro: | Frank |

|  |           |                 |
|  | Marcatori | 39’, 45’ Müller |

| Arbitro: | Welz |

|  |           |               |
|  | Marcatori | 45’ Wachsmuth |

| Arbitro: | Schalk |

|            |           |              |
| Helmes 25’ | Marcatori | 18’ De Graef |

| Arbitro: | Gagelmann |

|                                     |           |              |
| Džaka 58’ Maierhofer 60’ Šukalo 75’ | Marcatori | 53’ Schüßler |

| Arbitro: | Anklam |

|                                         |           |                                  |
| Müller 36’ Djurisic 80’ Krupniković 85’ | Marcatori | 15’ Boskovic 90’ (rig.) Lorenzón |

| Arbitro: | Henschel |

|  |           |                                  |
|  | Marcatori | 10’ Müller 35’ Brouwers 60’ Koen |

| Arbitro: | Drees |

|                        |           |                       |
| Krupniković 82’ (rig.) | Marcatori | 23’ Mutzel 80’ Männer |

| Arbitro: | Aytekin |

|                      |           |  |
| Ćetković 3’ Dorn 66’ | Marcatori |  |

| Arbitro: | Schößling |

|                                    |           |  |
| Müller 8’ Brouwers 73’ Röttger 83’ | Marcatori |  |

| Arbitro: | Pickel |

|                                      |           |  |
| Cidimar 63’ Kleine 70’ Achenbach 78’ | Marcatori |  |

| Arbitro: | Henschel |

|              |           |  |
| Brouwers 62’ | Marcatori |  |

| Arbitro: | Perl |

|  |           |             |
|  | Marcatori | 90’ Röttger |

| Arbitro: | Brych |

|  |           |                                  |
|  | Marcatori | 2’ Lavrič 29’ Grlić 65’ Idrissou |

| Arbitro: | Schempershauwe |

|                                            |           |             |
| Aigner 3’, 9’ Bogavac 57’, 66’ Toleski 80’ | Marcatori | 74’ Röttger |

### Coppa di Germania
| Arbitro: | Henschel |

|           |                      |           |
| Kubis 88’ | Marcatori            | 63’ Dogan |
|           | Tiri di rigore 6 – 7 |           |

| Arbitro: | Drees |

|            |           |                       |
| Bröker 60’ | Marcatori | 82’ Mintál 93’ Vittek |

## Statistiche

### Statistiche di squadra
| Competizione      | Punti | In casa | In casa | In casa | In casa | In casa | In casa | In trasferta | In trasferta | In trasferta | In trasferta | In trasferta | In trasferta | Totale | Totale | Totale | Totale | Totale | Totale | DR  |
| Competizione      | Punti | G       | V       | N       | P       | Gf      | Gs      | G            | V            | N            | P            | Gf           | Gs           | G      | V      | N      | P      | Gf     | Gs     | DR  |
| ----------------- | ----- | ------- | ------- | ------- | ------- | ------- | ------- | ------------ | ------------ | ------------ | ------------ | ------------ | ------------ | ------ | ------ | ------ | ------ | ------ | ------ | --- |
| 2. Bundesliga     | 42    | 17      | 7       | 4       | 6       | 18      | 16      | 17           | 4            | 5            | 8            | 14           | 25           | 34     | 11     | 9      | 14     | 32     | 41     | -9  |
| Coppa di Germania | -     | 1       | 0       | 0       | 1       | 1       | 2       | 1            | 0            | 1            | 0            | 1            | 1            | 2      | 0      | 1      | 1      | 2      | 3      | -1  |
| Totale            | 42    | 18      | 7       | 4       | 7       | 19      | 18      | 18           | 4            | 6            | 8            | 15           | 26           | 36     | 11     | 10     | 15     | 34     | 44     | -10 |

### Andamento in campionato
| Giornata  | 1  | 2 | 3  | 4 | 5 | 6 | 7 | 8 | 9 | 10 | 11 | 12 | 13 | 14 | 15 | 16 | 17 | 18 | 19 | 20 | 21 | 22 | 23 | 24 | 25 | 26 | 27 | 28 | 29 | 30 | 31 | 32 | 33 | 34 |
| --------- | -- | - | -- | - | - | - | - | - | - | -- | -- | -- | -- | -- | -- | -- | -- | -- | -- | -- | -- | -- | -- | -- | -- | -- | -- | -- | -- | -- | -- | -- | -- | -- |
| Luogo     | T  | C | T  | C | T | C | C | T | C | T  | C  | T  | C  | T  | C  | T  | C  | C  | T  | C  | T  | C  | T  | T  | C  | T  | C  | T  | C  | T  | C  | T  | C  | T  |
| Risultato | N  | V | P  | V | N | V | P | N | V | P  | P  | P  | N  | P  | N  | N  | N  | N  | V  | P  | V  | P  | N  | P  | V  | V  | P  | P  | V  | P  | V  | V  | P  | P  |
| Posizione | 10 | 5 | 10 | 6 | 7 | 6 | 7 | 7 | 6 | 7  | 10 | 12 | 11 | 11 | 12 | 12 | 11 | 12 | 12 | 12 | 12 | 12 | 13 | 13 | 12 | 11 | 11 | 11 | 11 | 11 | 11 | 11 | 11 | 11 |

Legenda:

Luogo: C = Casa; T = Trasferta. Risultato: V = Vittoria; N = Pareggio; P = Sconfitta.

### Statistiche dei giocatori
| Giocatore      | 2. Bundesliga | 2. Bundesliga | 2. Bundesliga | 2. Bundesliga | Coppa di Germania | Coppa di Germania | Coppa di Germania | Coppa di Germania | Totale   | Totale | Totale      | Totale     |
| Giocatore      | Presenze      | Reti          | Ammonizioni   | Espulsioni    | Presenze          | Reti              | Ammonizioni       | Espulsioni        | Presenze | Reti   | Ammonizioni | Espulsioni |
| -------------- | ------------- | ------------- | ------------- | ------------- | ----------------- | ----------------- | ----------------- | ----------------- | -------- | ------ | ----------- | ---------- |
| S. Bayrak      | 2             | 0             | 0             | 0             | 0                 | 0                 | 0                 | 0                 | 2        | 0      | 0           | 0          |
| T. Becker      | 0             | 0             | 0             | 0             | 0                 | 0                 | 0                 | 0                 | 0        | 0      | 0           | 0          |
| D. Brinkmann   | 24            | 0             | 1             | 0             | 1                 | 0                 | 0                 | 0                 | 25       | 0      | 1           | 0          |
| R. Brouwers    | 33            | 4             | 8             | 0             | 2                 | 0                 | 0                 | 0                 | 35       | 4      | 8           | 0          |
| T. Bröker      | 19            | 0             | 2             | 0             | 2                 | 1                 | 0                 | 0                 | 21       | 1      | 2           | 0          |
| J. Colinet     | 14            | 0             | 1             | 0             | 2                 | 0                 | 0                 | 0                 | 16       | 0      | 1           | 0          |
| G. De Graef    | 26            | 1             | 2             | 0             | 2                 | 0                 | 0                 | 0                 | 28       | 1      | 2           | 0          |
| D. Djurisic    | 23            | 2             | 3             | 0             | 1                 | 0                 | 0                 | 0                 | 24       | 2      | 3           | 0          |
| H. Dogan       | 16            | 2             | 2             | 0             | 2                 | 1                 | 0                 | 0                 | 18       | 3      | 2           | 0          |
| M. Dragusha    | 6             | 0             | 0             | 0             | 2                 | 0                 | 0                 | 0                 | 8        | 0      | 0           | 0          |
| N. Döring      | 20            | 0             | 2             | 0             | 1                 | 0                 | 0                 | 0                 | 21       | 0      | 2           | 0          |
| D. Esajas      | 6             | 0             | 1             | 0             | 0                 | 0                 | 0                 | 0                 | 6        | 0      | 1           | 0          |
| D. Fall        | 29            | 0             | 5             | 0             | 2                 | 0                 | 0                 | 0                 | 31       | 0      | 5           | 0          |
| K. Fischer     | 10            | 0             | 1             | 0             | 0                 | 0                 | 0                 | 0                 | 10       | 0      | 1           | 0          |
| M. Goufan      | 25            | 1             | 4             | 1             | 2                 | 0                 | 1                 | 0                 | 27       | 1      | 5           | 1          |
| A. Jevric      | 0             | 0             | 0             | 0             | 0                 | 0                 | 0                 | 0                 | 0        | 0      | 0           | 0          |
| E. Koen        | 24            | 3             | 8             | 0             | 2                 | 0                 | 0                 | 0                 | 26       | 3      | 8           | 0          |
| N. Krupniković | 12            | 2             | 1             | 0             | 0                 | 0                 | 0                 | 0                 | 12       | 2      | 1           | 0          |
| L. Kruse       | 5             | 0             | 1             | 0             | 0                 | 0                 | 0                 | 0                 | 5        | 0      | 1           | 0          |
| M. Krösche     | 25            | 0             | 8             | 0             | 1                 | 0                 | 0                 | 0                 | 26       | 0      | 8           | 0          |
| S. Lange       | 0             | 0             | 0             | 0             | 0                 | 0                 | 0                 | 0                 | 0        | 0      | 0           | 0          |
| S. Maaß        | 0             | 0             | 0             | 0             | 0                 | 0                 | 0                 | 0                 | 0        | 0      | 0           | 0          |
| R. Müller      | 26            | 7             | 10            | 0             | 1                 | 0                 | 1                 | 0                 | 27       | 7      | 11          | 0          |
| T. Röttger     | 29            | 8             | 5             | 0             | 1                 | 0                 | 0                 | 0                 | 30       | 8      | 5           | 0          |
| D. Schulp      | 12            | 0             | 0             | 0             | 0                 | 0                 | 0                 | 0                 | 12       | 0      | 0           | 0          |
| B. Schüßler    | 32            | 2             | 4             | 0             | 2                 | 0                 | 1                 | 0                 | 34       | 2      | 5           | 0          |
| A. Sinkala     | 23            | 0             | 5             | 0             | 0                 | 0                 | 0                 | 0                 | 23       | 0      | 5           | 0          |
| T. Starke      | 30            | 0             | 0             | 0             | 2                 | 0                 | 0                 | 0                 | 32       | 0      | 0           | 0          |